# Jacques Dacqmine
Jacques Dacqmine (n. 30 noiembrie 1924, La Madeleine, Nord-Pas-de-Calais, Franța – d. 28 martie 2010, Caen, Franța) a fost un actor francez de teatru și film. 

## Biografie
El a dublat, de asemenea, în limba franceză vocile mai multor actori, inclusiv James Mason în La nord, prin nord-vest și George Sanders în Satul blestemat.

## Activitate teatrală
- 1942 : Hamlet de William Shakespeare, regizat de Charles Granval, Comédie-Française (elev la Conservator)
- 1942 : Fedra de Racine, regizat de Jean-Louis Barrault, Comédie-Française (elev la Conservator)
- 1943 : La Reine morte de Henry de Montherlant, regizat de Pierre Dux, Comédie-Française (elev la Conservator)
- 1943 : Renaud et Armide de Jean Cocteau, regizat de autor, Comédie-Française (elev la Conservator)
- 1943 : Iphigénie à Delphes de Gerhart Hauptmann, regizat de Pierre Bertin, Comédie-Française
- 1943 : Suréna de Corneille, regizat de Maurice Escande, Comédie-Française
- 1943 : La Légende du Chevalier de André de Peretti Della Roca, regizat de Julien Bertheau, Comédie-Française
- 1943 : Le Soulier de satin de Paul Claudel, regizat de Jean-Louis Barrault, Comédie-Française
- 1944 : La Dispute de Marivaux, regizat de Jean Martinelli, Comédie-Française
- 1944 : Horace de Corneille, regizat de Mary Marquet, Comédie-Française
- 1945 : L'Impromptu de Versailles de Molière, regizat de Pierre Dux, Comédie-Française
- 1946 : Antoniu și Cleopatra de William Shakespeare, regizat de Jean-Louis Barrault, Comédie-Française
- 1947 : Amphitryon de Molière, regizat de Jean-Louis Barrault, théâtre Marigny
- 1947 : Fedra de Racine, regizat de Jean-Louis Barrault, théâtre des Célestins
- 1948 : Partage de midi de Paul Claudel, regizat de Jean-Louis Barrault, théâtre Marigny
- 1949 : Partage de midi de Paul Claudel, regizat de Jean-Louis Barrault, théâtre des Célestins
- 1949 : Le Bossu de Paul Féval și Anicet Bourgeois, regizat de Jean-Louis Barrault, théâtre Marigny
- 1950 : Malborough s'en va t-en-guerre de Marcel Achard, regizat de Jean-Louis Barrault, théâtre Marigny
- 1950 : Ami-Ami de Pierre Barillet și Jean-Pierre Grédy, regizat de Jean Wall, théâtre Daunou
- 1951 : Ami-ami de Pierre Barillet și Jean-Pierre Grédy, regizat de Jean Wall, théâtre des Célestins
- 1953 : Occupe-toi d'Amélie de Georges Feydeau, regizat de Jean-Louis Barrault, théâtre des Célestins
- 1954 : Gigi de Colette, regizat de Jean Meyer, théâtre des Arts
- 1955 : Bérénice de Racine, regizat de Jean-Louis Barrault, théâtre Marigny
- 1955 : La lune est bleue de Hugh Herbert, regizat de Jacques Charon, théâtre Michel
- 1955 : José de Michel Duran, regizat de Christian-Gérard, théâtre des Nouveautés
- 1957 : Partage de midi de Paul Claudel, regizat de Jean-Louis Barrault, théâtre Sarah-Bernhardt
- 1958 : Le Bossu după Paul Féval, adaptare de Guy Haurey, regizat de Jacques Dacqmine, théâtre de l'Apollo
- 1960 : Le Balcon de Jean Genet, regizat de Peter Brook, Théâtre du Gymnase
- 1960 : Bérénice de Racine, regizat de André Barsacq, Théâtre du Gymnase
- 1961 : Mais n'te promène donc pas toute nue ! de Georges Feydeau, regizat de Jean-Louis Barrault, Odéon-Théâtre de France
- 1961 : Judith de Jean Giraudoux, regizat de Jean-Louis Barrault, Odéon-Théâtre de France
- 1961 : Partage de midi de Paul Claudel, regizat de Jean-Louis Barrault, Odéon-Théâtre de France
- 1962 : Hamlet de William Shakespeare, regizat de Jean-Louis Barrault, Odéon-Théâtre de France
- 1962 : Fedra de Racine, regizat de Raymond Gérôme, Théâtre du Gymnase
- 1962 : Hedda Gabler de Henrik Ibsen, regizat de Raymond Rouleau, théâtre Montparnasse
- 1963 : Bérénice de Jean Racine, regizat de André Barsacq, Théâtre du Gymnase
- 1964 : Judith de Friedrich Hebbel, regizat de Pierre Debauche, Comédie de Bourges
- 1964 : Jules César de William Shakespeare, regizat de Raymond Hermantier, Festival de Lyon, théâtre Sarah-Bernhardt
- 1965 : Fedra de Racine, regizat de Raymond Gérôme, théâtre du Gymnase
- 1965 : Antoniu și Cleopatra de William Shakespeare, regizat de François Maistre, Serge Bourrier, Jean Larroquette, théâtre Sarah-Bernhardt
- 1966 : L'Ordalie ou la Petite Catherine de Heilbronn de Heinrich von Kleist, regizat de Jean Anouilh și Roland Piétri, théâtre Montparnasse
- 1968 : Les Yeux crevés de Jean Cau, regizat de Raymond Rouleau, Théâtre du Gymnase
- 1981 : Domino de Marcel Achard, regizat de Jean Piat, théâtre Marigny
- 1983 : La Chienne dactylographe de Gilles Roignant, regizat de Daniel Benoin, théâtre de la Gaîté-Montparnasse
- 1984 : Angelo, tyran de Padoue de Victor Hugo, regizat de Jean-Louis Barrault, théâtre Renaud-Barrault
- 1985 : Les apparences sont trompeuses de Thomas Bernhard, regizat de Daniel Benoin, Comédie de Saint-Étienne
- 1986 : Le Silence éclaté de Stephen Poliakoff, regizat de Jean-Paul Roussillon, théâtre de la Madeleine
- 1989 : Le Foyer de Octave Mirbeau, regizat de Régis Santon, théâtre de la Plaine
- 1991 : La Société de chasse de Thomas Bernhard, regizat de Jean-Louis Thamin, théâtre de l'Atelier
- 1993 : La Nuit de Michel-Ange de Philippe Faure, regizat de Jean-Paul Lucet, théâtre des Célestins
- 1998 : Narcisse de Jean-Jacques Rousseau, regizat de Didier Bezace, théâtre de la Commune
- 2001 : Lorenzaccio, une conspiration en 1537 după Alfred de Musset și George Sand, regizat de Henri Lazarini, théâtre Mouffetard

## Filmografie
- 1946 : L’affaire du collier de la reine de Marcel L’Herbier: Retaux de Villette
- 1946 : Macadam de Marcel Blistène: François
- 1950 : Julie de Carneilhan de Jacques Manuel : Coco Votard
- 1951 : Caroline chérie de Richard Pottier : Gaston de Sallanches
- 1953 : Un caprice de Caroline chérie de Jean-Devaivre : Gaston de Sallanches
- 1955 : Le Fils de Caroline chérie de Jean-Devaivre : generalul de Sallanches
- 1955 : Les Aristocrates de Denys de La Patellière : Arthus de Maubrun
- 1956 : C'est arrivé à Aden de Michel Boisrond : Burton
- 1956 : Michel Strogoff de Carmine Gallone : marele duce
- 1957 : Charmants Garçons de Henri Decoin : Charles
- 1957 : Action immédiate de Maurice Labro : Walder
- 1957 : Sylviane de mes nuits de Marcel Blistène : Lucien
- 1959 : Des femmes disparaissent de Édouard Molinaro : Victor Quaglio
- 1959 : La Belle et le Tzigane de Jean Dréville și Márton Keleti : Louis de Vintheuil
- 1959 : À double tour de Claude Chabrol : Henri Marcoux
- 1960 : Quai Notre-Dame de Jacques Berthier : Lormoy
- 1960 : Classe tous risques de Claude Sautet : Blot
- 1960 : Ravissante de Robert Lamoureux : Marc Cotteret
- 1961 : Le Jeu de la vérité de Robert Hossein : Guillaume Geder
- 1961 : L'Affaire Nina B. de Robert Siodmak : dr. Zorn
- 1962 : Maléfices de Henri Decoin : Vial
- 1963 : Les Cavaliers de la terreur Il terrore dei mantelli rossi de Mario Costa : Vladimir
- 1963 : Commissaire mène l'enquête, secțiunea Geste d'un fanatique de Fabien Collin : Gilbert
- 1964 : Coplan, agent secret FX 18 de Maurice Cloche : bătrânul
- 1965 : Coplan FX 18 casse tout de Riccardo Freda : bătrânul
- 1968 : Phèdre de Pierre Jourdan : Tezeu
- 1978 : Brigade mondaine de Jacques Scandelari : directorul P. J.
- 1980 : Le Chaînon manquant de Picha : Le récitant
- 1983 : La Crime de Philippe Labro : Maître Antoine d'Alins
- 1986 : Inspecteur Lavardin de Claude Chabrol : Raoul Mons
- 1986 : Mélo de Alain Resnais : dr. Remy
- 1989 : Erreur de jeunesse de Radovan Tadic : dl. Monfort
- 1990 : Nouvelle Vague de Jean-Luc Godard : directorul
- 1991 : L'Opération Corned-Beef de Jean-Marie Poiré : generalul Moulin
- 1991 : Fortune Express de Olivier Schatzky : Pavlic
- 1993 : Germinal de Claude Berri : Philippe Hennebeau
- 1994 : OcchioPinocchio de Francesco Nuti : șeful poliției
- 1998 : ...Comme elle respire de Pierre Salvadori : Maître Maillard
- 1999 : La Dilettante de Pascal Thomas : dl. Delaunay
- 1999 : A noua poartă de Roman Polanski : bătrânul
- 2001 : Un crime au paradis de Jean Becker : președintele Laborde
- 2003 : Happy Victor de Carina Borgeaud
- 2003 : Rien que du bonheur de Denis Parent : J.-M. Bugues
- 2003 : Adieu de Arnaud des Pallières : medicul

### Filme de televiziune
- 1955 : Sherlock Holmes - episodul #1.34 : The Case of the Royal Murder (serial TV) : regele Conrad
- 1961 : Les Mystères de Paris, film TV de Marcel Cravenne : Rodolphe
- 1962 : L'inspecteur Leclerc enquête - ep. #1.6 Vengeance : dl. Meyer
- 1963 : L'inspecteur Leclerc enquête - ep. #2.10  La menace : Dorac
- 1963 : Siegfried, film TV de Marcel Cravenne : Fontgeloy
- 1963 : Horace, film TV de Jean Kerchbron : Horațiu
- 1963 : La rabouilleuse, film TV de François Gir : Philippe
- 1964 : L'Abonné de la ligne U de Yannick Andreï - 34 de episoade (serial TV) : ofițerul de poliție Frédéric Belot
- 1965 : La Misère et la Gloire, film TV de Henri Spade : Firmin
- 1965 : Goetz von Berlichingen, film TV de Jean-Paul Carrère : Goetz
- 1966 : Le train bleu s'arrête 13 fois, de Yannick Andréi - episodul #1.12 : Monaco: non-lieu (serial TV) : Breuvanne
- 1966-1967 : L'Île au trésor - în 4 episoade (série télévisée) : John Trelawney
- 1967 : Malican père et fils - episodul #1.11 La rançon (serial TV) : M. Duthuit
- 1968 : Le Regret de Pierre Guilhem, film TV de Jean de Nesles : Aicard
- 1969 : Le Trésor des Hollandais (serial TV) : Morales
- 1978 : Le Mutant de Bernard Toublanc-Michel (serial TV) : profesorul Masson
- 1978 : L'inspecteur mène l'enquête - episodul #1.16 : La mort dans le cœur (serial TV)
- 1978 : Douze heures pour mourir, film TV de Abder Isker : comisarul Polak
- 1979 : L'Éblouissement, film TV de Jean-Paul Carrère : Lucien
- 1979 : Les Dossiers de l'écran - episodul 17 : Louis XI ou Le pouvoir central de Alexandre Astruc : cardinalul La Balue
- 1980 : Jean Jaurès : vie et mort d'un socialiste, film TV de Ange Casta : Viviani
- 1980 : Arsène Lupin joue et perd de Alexandre Astruc - episodul #1.1 (serial TV) : dl. Kesselbach
- 1980 : Messieurs les Jurés - episodul : L'affaire Lezay de Alain Franck (serial TV) : avocatul general
- 1981 : Histoires extraordinaires - episodul #1.6 : La chute de la maison Usher de Alexandre Astruc : dr. Hawthorne
- 1981 : Nana (serial TV)
- 1981 : Le Mystère de Saint-Chorlu, film TV de Claude Vajda : abatele Pluton
- 1981 : Arcole ou la terre promise (serial TV) : generalul Lamoricière
- 1981 : Staline est mort, film TV de Yves Ciampi : mareșalul Jukov
- 1982 : Les Dossiers de l'écran - episodul 36 : Des yeux pour pleurer : Me Ryquart, sindic
- 1983 : Les Nouvelles Brigades du Tigre de Victor Vicas, episodul Les fantômes de Noël de Victor Vicas (serial TV) : Alphonse Moulin
- 1984 : Caracatița (miniserial TV) : profesorul Sebastiano Cannito
- 1984 : Les Enquêtes du commissaire Maigret - episodul #1.61 : L'ami d'enfance de Maigret de Stéphane Bertin : dl. Lamotte
- 1985 : Angelo, tyran de Padoue, film TV de Jean-Paul Carrère : Angelo Malipieri
- 1986 : Caracatița 2 (miniserial TV) : profesorul Sebastiano Cannito
- 1987 : Série noire - episodul Noces de plomb (serial TV)
- 1988 : Mont-Royal - episodul : Passages (serial TV) : Barrault
- 1988 : L'Affaire Saint-Romans (serial TV) : Louis Saint-Romans
- 1988 : L'Argent, film TV de Jacques Rouffio : Bismark
- 1992 : Un beau petit milliard, film TV de Pierre Tchernia : Monsieur de Mouriez
- 1992 : Le Lyonnais - episodul : Cérémonie religieuse de Bernard Dumont (serial TV) : François Fogel
- 1992 : Le Secret du petit milliard, film TV de Pierre Tchernia : notarul
- 1992 : La Guerre blanche - episodul #1.1 : Érase una vez dos polis (serial TV) : Thomas Raquin
- 1993 : Commissaire Moulin - episodul #3.12 : L... comme Lennon (serial TV) : Cattoire
- 1995 : L'Affaire Dreyfus, film TV de Yves Boisset : gen. Mercier
- 1995 : Sandra, princesse rebelle (serial TV) : Romian Kouros
- 1996 : Médée, film TV de Pierre Jourdan : Créon
- 1998 : Manège (serial TV) : baronul
- 1998 : La Poursuite du vent (serial TV) : Anselme Curiol
- 2001 : Maigret - episodul #1.36  Maigret et la fenêtre ouverte de Pierre Granier-Deferre : Oscar Laget
- 2001 : L'Algérie des chimères (serial TV) : Pélissier
- 2002 : La Bataille d'Hernani, film TV de Jean-Daniel Verhaeghe : Carol al X-lea
- 2003 : Mata Hari, la vraie histoire, film TV de Alain Tasma : mareșalul Lyautey

### Scenarist
- 1982 : L'amour s'invente de Didier Decoin

## Dublaj

### Filme de cinema
- 1960 : Le Village Des Damnés  : Gordon Zellaby (Georges en v.f.) (George Sanders)
- 1959 : La Mort aux trousses (La nord, prin nord-vest) : Philip Vandamm (James Mason)
- 1962 : Jules César, conquérant de la Gaule : Vercingétorix (Rik Battaglia)

## Legături externe
- Jacques Dacqmine la Internet Movie Database
- Le Coin du cinéphage